# Новосильцев, Николай Николаевич
Граф (с 1 июля 1835) Никола́й Никола́евич Новоси́льцев или Новосильцов (1761 — 8 [20] апреля 1838, Санкт-Петербург) — русский государственный деятель, член Негласного комитета (1801—1803), президент Петербургской академии наук (1803—1810), председатель Комитета министров (1834—1838), председатель Государственного совета (1834—1838), сенатор (1806), действительный камергер (1801), действительный тайный советник (1824).

## Происхождение
Мать — баронесса Мария Сергеевна Строганова (1736—1771), единственная дочь действительного камергера и генерал-поручика барона Сергея Григорьевича Строганова, по преданию, внебрачного сына Петра Великого, крупнейшего горнозаводчика и богатейшего помещика Российской империи, первого владельца знаменитого Строгановского дворца на Невском проспекте в Петербурге.
После образования Владимирской губернии в 1778 году будущий граф Николай Новосильцев сразу же был включен в число владимирских дворян, а в 1791 году официально внесен в VI часть дворянской родословной книги Владимирской губернии, куда заносили древние дворянские роды.

## Ранние годы
Родился в 1761 году. Воспитывался в петербургском доме графа А. С. Строганова как незаконнорождённый сын его сестры Марии, выданной замуж за Николая Устиновича Новосильцева (1717—1796). В 1783 году был выпущен из Пажеского корпуса в капитаны лейб-гренадерского полка. В 1785 году перешёл секунд-майором в Волынский регулярный казачий полк. В 1786 году причислен к Коллегии иностранных дел. Принимал участие в войне со Швецией 1788—1790 годов, был прикомандирован к главнокомандующему гребным флотом. За отличие в сражении при острове Мусала 13 августа 1789 года был произведён в полковники. Участвовал в подавлении восстания 1794 года в Польше и Литве. Выйдя в 1796 году в отставку, жил в Лондоне. Слушал лекции по физике, математике и медицине.

## Сподвижник Александра I
Один из ближайших сподвижников Александра I в первые годы его правления, член т. н. «Негласного комитета». В 1803—1810 годах — президент Академии наук, попечитель Петербургского учебного округа. На годы президентства Новосильцева пришлось первое русское кругосветное плавание. С 1806 года член Российской академии.
С 21 октября 1803 года — товарищ министра юстиции с оставлением в прежних должностях. Руководитель Комиссии составления законов. Сопровождал Александра I в заграничных поездках. В начале 1805 года с успехом выполнил возложенную на него миссию о заключении союза с Великобританией.
Был избран почётным членом Вольного общества любителей словесности, наук и художеств. Также состоял в масонской ложе «Соединённые друзья».
В 1805 году в честь Н. Н Новосильцева И. Ф. Крузенштерном был назван мыс Новосильцева [Камои] (Японское море, остров Хоккайдо, 43°20′ с.ш., 140°21′ в.д.).
С 6 июля 1806 года получил назначение в Правительствующий сенат. После разочарования императора в Негласном комитете и его фактического роспуска Новосильцев в 1806 году был направлен послом к Наполеону, но не успел доехать до Парижа, как последним была объявлена война. До 30 декабря 1809 года состоял при императоре. Затем находился в Вене, выполнял различные дипломатические поручения в Западной Европе. Новосильцев тяжело переживал удаление от двора, стал предаваться крепким напиткам.

## Управление Польшей
В 1813—1815 годах — вице-президент временного совета, управляющего Варшавским герцогством (впоследствии Царство Польское), позднее представитель императора Александра I при совете, управляющим Царством Польским, составил для него ряд проектов и учреждений, заведовал комитетом по учебной части. С 1821 года советник наместника Царства Польского и доверенное лицо великого князя Константина Павловича. В 1823 году возглавил комиссию, расследовавшую тайные организации студентов Виленского университета (филоматы, филареты).
Стал преемником Адама Чарторыйского на посту попечителя Виленского университета (1824—1831) и Виленского учебного округа. Деятельность Новосильцева в Польше продолжалась до 1831 года. Обнаруженная им здесь строгость и даже жестокость, особенно по отношению к молодежи, вызвали ожесточение поляков и, по мнению некоторых, способствовали ускорению восстания 1830 года.

## Реформаторские устремления
К 1820 году разработал проект «Уставной грамоты Российской империи» — первой конституции за всю историю России. Конституционный проект предусматривал создание двухпалатного парламента (Государственного сейма и Государственной думы), без которого монарх не мог издать ни одного закона, неприкосновенность собственности, независимость суда, равенство всех граждан перед законом, гражданские свободы, федеративное устройство России. Вопрос о крепостном праве в этом тайном проекте конституции не рассматривался. Этому были посвящены специальные, также сугубо секретные проекты, предлагавшиеся А. А. Аракчеевым и министром финансов Д. А. Гурьевым.
В 1821 году вместе с М. С. Воронцовым и А. С. Меншиковым разработал и представил Александру I проект отмены крепостного права (последствий не имел).
Почетный член Московского университета (1826).

## Поздние годы
После Ноябрьского восстания (1830) Новосильцев вернулся из Польши в Петербург, где был назначен членом Государственного совета. Председатель Комитета министров (с 1834), председатель Государственного совета (с 1834). В 1835 году Новосильцеву пожалован титул графа.
Умер 8 (20) апреля 1838 года в шестом часу по полудню. Похоронен в Духовской церкви Александро-Невской лавры в Санкт-Петербурге.
Обширное собрание бумаг Новосильцева сгорело большей частью во время Польского восстания (1831), и только часть перешла к его племяннику.

## Награды
- Орден Святого Владимира 4-й степени с бантом за отличие во Втором Роченсальмском сражении (08.09.1790)
- Орден Святого Александра Невского (07.09.1814)
- Орден Святого Владимира 1-й степени (20.11.1815)
- Орден Белого орла (Царство Польское, 14.03.1818)
- Бриллиантовые знаки к ордену Святого Александра Невского (14.08.1824)
- Орден Святой Анны 1-й степени (22.08.1826)
- Орден Святого Андрея Первозванного (22.08.1826)

## Личные качества
Новосильцев прожил всю жизнь холостяком, но до старости слыл ловеласом («смесь Бахуса с сатиром»). П.В. Долгоруков характеризует его как «человека ума необыкновенного, обладавшего обширными сведениями и замечательным даром слова, но властолюбивого, коварного, бездушного и жестокого», прибавляя: «охотник до всех чувственных наслаждений». «Новосильцева я уже видел усталым человеком, пресыщенным волокитою, — вспоминает сенатор К.И. Фишер, — ничем не занимавшимся более, как обедами и волокитством: красное лицо, стеклянные глаза, вообще наружность, не обличающая государственного мужа…». Н.И. Греч вспоминал, что Новосильцев «в Вене упал и опошлился до невозможности и, странное дело в его положении и звании, — начал пить. Занимая уже первую ступень в государстве, он на годовом празднике Английского клуба плясал пьяный трепака пред многочисленным собранием. Зрелище грустное и оскорбительное для друга чести и добродетели!». Н. П. Макаров, служивший в Варшаве с 1823 года, свидетельствовал: «До обеда он ещё крепился, но потом начинал делать возлияния и к вечеру доходил если не до положения риз, то до весьма возбужденного состояния». То же отмечал и О. А. Пржецлавский (Ципринус).

## Избранная библиография
- Государственная Уставная Грамота Российской империи // «Исторический сборник Вольной русской типографии в Лондоне» А. И. Герцена и Н. П. Огарева. Кн. 2., 1861. Факсимильное издание. — М.: Наука, 1971. — С. 191—238.
- Мнение сенатора Новосильцева «О составлении законов, о наследовании имуществом в России» // Чтения в Обществе истории и древностей российских. — 1859. — № 2.
- Всеподданнейшая записка Александру I. «Историческая справка о соединении Литвы и Польши» // Русская старина. — 1882. — Т. XXXV. — № 7.
- Рапорт сенатора Новосильцова // К истории тайных обществ и кружков среди литовско—польской молодежи в 1819—1823 гг. — Варшава, 1897.